# Trash (filme de Andy Warhol)
Trash (título alternativo: Andy Warhol's Trash) é um filme experimental escrito e dirigido pelo cineasta Paul Morrissey.
Em seu elenco, o filme traz Joe Dallesandro, Holly Woodlawn e Jane Forth. Anteriormente, Dallesandro já havia aparecido em diversos filmes de Andy Warhol e Paul Morrissey, tais como The Loves of Ondine, Lonesome Cowboys e Flesh. Dallesandro era o ator com quem Paul Morrissey sempre preferiu trabalhar.
A atriz Holly Woodlawn fez a sua primeira aparição neste filme, e acabou recebendo bastante elogios. Foi neste filme que Jane Forth, na época, uma modelo de apenas 17 anos, também apareceu pela primeira vez. Pouco tempo depois, ela apareceria na capa da Revista Look.
Este filme também foi responsável por apresentar as atrizes Andrea Feldman e Geri Miller, que, mais tarde, tornariam-se duas das superestrelas de Andy Warhol. A famosa atriz Sissy Spacek também fez uma rápida aparição neste filme, interpretando "uma garota sentada no bar". Porém, como a cena acabou sendo cortada do filme, a atriz acabou sendo não creditada.
O filme pode ser considerado forte, por trazer cenas de sexo, nudez e também de uso de drogas intravenosas.
A filmagem ocorreu em outubro de 1969.